# Ocinebrina carmelae
Ocinebrina carmelae is een slakkensoort uit de familie van de Muricidae. De wetenschappelijke naam van de soort is voor het eerst geldig gepubliceerd in 2008 door Cecalupo, Buzzurro & Mariani.